# 歸化城土默特
归化城土默特，是清代蒙古部落一支，初为二世袭都统旗，乾隆後合为一内属蒙古旗。今内蒙古自治区的土左、土右两旗由其改设。
17世纪初土默特部博硕克图为林丹汗征服，1634年林丹汗亡，后金征服漠南蒙古，归化城土默特首领俄木布降皇太极。天聪九年（1635年），俄木布叛清，被剥夺统辖部众之权，由非俺答汗后裔的古禄格、杭高、托博克统领其众。崇德元年（1636年），分为左右两翼，以都统二人领之，编所属壮丁3300余人为左翼25佐领和右翼22佐领，古禄格为左翼都统，杭高为右翼都统（杭高死后，其子因罪削职，由托博克继任），均世袭，被称为归化城土默特左右二都统旗。
所设都统开始是世职，康熙年间起改由在京旗员补授，增设副都统二人，歸化城土默特不入盟。雍正初年又一度改为世职。乾隆十三年（1718年），停袭土默特左翼都统，以在京旗员补授，裁副都统二人、所余二人改由兵部补授、分驻左右两翼。乾隆二十年（1755年），右翼都统停袭，改由京员补授。乾隆二十一年（1756年），原隶归化城土默特左翼都统旗之一等台吉喇嘛扎布，因追剿反清的青衮杂卜有功，被封为札萨克辅国公，划大青山后的土默特4佐领归其管辖，称为“归化城土默特札萨克旗”，隶于乌兰察布盟。乾隆二十五年（1760年），因喇嘛扎布“违例妄行”被革去扎萨克职，变为“闲散土默特辅国公”，仍隶归化城副都统管辖。
乾隆二十六年（1761年），改建威将军为绥远城将军，统管绥远、归化两城驻防事务，裁归化城土默特都统一人，以所余一人总理两翼事务。乾隆二十八年（1763年），复裁归化城都统，归化城土默特所有蒙古事务均由绥远城将军管辖，所余副都统二人，一驻归化城，一驻绥远城。乾隆三十一年（1766年），又裁绥远城副都统，所属事务由归化城副都统兼辖，并直隶于绥远城将军。
清末土默特部众和到此开垦的汉民散居，设置归化城、和林格尔、托克托城、清水河、萨拉齐五個直隸廳，蒙汉交涉由五厅辖治。地望即今呼和浩特市区全境、土默特左旗和包头市区东部、土默特右旗以及达尔罕茂明安联合旗东南三镇（希拉穆仁、石宝、小文公）境内。1928年中华民国国民政府将其称为“土默特旗”，属特别旗之一。此时土默特旗与萨拉齐县实行旗县并存。1949年中华人民共和国成立后，先后将土默特旗划归平地泉专员公署、乌兰察布盟、呼和浩特市领导。1965年3月27日，国务院决定撤销土默特旗，改设土默特左旗、土默特右旗，分属内蒙古自治区的呼和浩特和包头两市。